# Szabados Sándor
Szabados Sándor (szül. Freistadl Sándor, más források szerint Freistadtl Sándor) (Komárom, 1874. január 14. – Szovjetunió, 1937 után) szociáldemokrata, később kommunista politikus, közoktatásügyi népbiztos, betegpénztári tisztviselő, újságíró, jogász, műfordító. Felesége Kun Béla sógornője volt.

## Élete
Freistadtl Zsigmond és Krausz Johanna fia. 1892-ben Bécsben és Lipcsében szocialista tanulóköröket vezetett, továbbá tagja volt a munkásképző egyletnek is. 1893-tól a Népszava munkatársa. 1898-ban Komáromba toloncolták, ahol munkásegyletet alapított, és sztrájkokat szervezett. Röpirataiért, és a A magyar nép kátéja című munkájáért másfél évi fogházra ítélték. 1903-ban jelent meg fordításában a Kommunista Párt Kiáltványának teljes szövege. Később az Országos Munkásbiztosító Pénztárnak lett tisztviselője. Az első világháború előtti években az MSZDP baloldali ellenzékéhez csatlakozott, a háború alatt pedig részt vett az antimilitarista agitációban. 1918-ban az újonnan alapított KMP tagja lett. A Tanácsköztársaság alatt április 5-től június 24-ig közoktatásügyi népbiztos, illetve a propaganda- és népnevelési ügyek vezetője volt, a Budapesti Központi Forradalmi Munkás- és Katonatanács tagja. A kommün bukása után 1919 augusztus 14-én letartóztatták Budapesten. A népbiztosperben életfogytig tartó fegyházra ítélték. A börtöntől megmenekült, mivel a szovjet–magyar fogolycsere-akció során Szovjet-Oroszországba került, ahol az Irodalmi Főigazgatóság francia-német szekciójának lett a vezetője. A sztálini önkény áldozata lett. Szabados Sándort 1938-ban letartóztatták és 8 év munkatáborra ítélték a Szovjetunióban. 1939-ben halt meg, a börtönbe menet, ahol büntetését tölti majd.

https://ru.openlist.wiki/%D0%A1%D0%B0%D0%B1%D0%B0%D0%B4%D0%BE%D1%88_%D0%90%D0%BB%D0%B5%D0%BA%D1%81%D0%B0%D0%BD%D0%B4%D1%80_%D0%A1%D0%B8%D0%B3%D0%B8%D0%B7%D0%BC%D1%83%D0%BD%D0%B4%D0%BE%D0%B2%D0%B8%D1%87_(1874)
szociológiai munkát fordított magyarra, és számos agitációs füzetet is írt.

## Munkái
- A magyar nép kátéja. Komárom, 1899.
- Socialismus. Védővám. Budapest, 1903.

### Fordításai
- Karl Marx – Friedrich Engels: A kommunista kiáltvány (Kautsky előszavával, 1918, Budapest, Népszava Kiadó)[5]
- Karl Marx: A polgárháború Franciaországban (alcím: a nemzetközi munkásszövetség kormányzótanácsának fölirata, a bevezetőt írta: Friedrich Engels, Népszava, Budapest, 1918)[6]

## Emlékezete
Budapest XI. kerületében a rendszerváltás előtt a jelenlegi Albert utca viselte a nevét.